# Ford EL Falcon
La Ford EL Falcon è l'ultima serie della quinta generazione di Falcon, prodotta dal 1996 al 1998 dalla Ford australiana. L'auto sostituisce la precedente EF Falcon.
Quando uscì sul mercato, la EL Falcon era l'unica automobile prodotta in Australia con l'airbag di serie per il conducente; optional, invece, quello per il passeggero.

## Il contesto
Il modello finale della quinta serie della Falcon australiana, la EL Falcon, era semplicemente un lifting della precedente serie EF destinato a mantenere forti le vendite fino all'arrivo della sesta generazione di Falcon. Il cambiamento più evidente a livello visivo è stato il ritorno della griglia negli allestimenti GLi e Futura. La nuova griglia ovale era legata agli altri prodotti della Ford dell'epoca. Gli aggiornamenti estetici hanno riguardato anche il cofano, il paraurti anteriore e i fari, che hanno ricevuto anche un design rivisto. Le nuove griglie erano ora più evidenti e di maggiori dimensioni nelle varianti di lusso (Fairmont e Fairmont Ghia), e i quattro fari circolari dei modelli sportivi XR ottennero piccoli cambiamenti. Nuovi copricerchi erano presenti su tutti i livelli di allestimento e le varianti station wagon ottenevano dei fari posteriori con indicatore di colore bianco, sostituendo la tinta ambra che era stata comune dall'introduzione della quinta serie.
Con la EL c'è stata di nuovo una revisione del motore: questa volta la distribuzione è stata rivista e l'accensione a bobina è stata rimossa; la potenza è rimasta, però, la stessa: 157 kW (211 CV) a 4900 giri / 357 Nm a 3000 giri. Il rapporto finale del cambio è sceso da 3,23:1 a 3,08:1. Si potevano raggiungere in quarta marcia i 1700rpm a 100 km/h.
Per risolvere i problemi di assetto riscontrati nella serie EF, sono stati apportati miglioramenti alla sospensione posteriore e allo sterzo che sarebbero in gran parte attribuiti alla collaborazione tra Ford Australia e lo specialista Tickford Vehicle Engineering. Il servosterzo sensibile alla velocità sulle versioni Fairmont Ghia ha reso il parcheggio più diretto, senza compromettere la precisione dello sterzo ad alta velocità. Con l'eccezione della versione GLi, l'intera gamma era equipaggiata con freni dotati di ABS Bosch 5.3 e con un avanzato trattamento per i finestrini noto come "Smart Tint" che forniva livelli di protezione equivalenti ad una protezione solare SPF15.
Gli aggiornamenti interni comprendevano sedili e poggiatesta rivisitati e nuovi schemi di colori e pulsanti. Ora è possibile ordinare le varianti station wagon con una terza fila di sedili e tra gli optional si poteva anche scegliere una rete per l'utilizzo del telefono cellulare.